# Gurnee
Gurnee é uma vila localizada no estado americano de Illinois, no Condado de Lake.

## Demografia
Segundo o censo americano de 2000, a sua população era de 28.834 habitantes.
Em 2006, foi estimada uma população de 30.942, um aumento de 2108 (7.3%).

## Geografia
De acordo com o United States Census Bureau, tem uma área de
34,7 km², dos quais 34,7 km² cobertos por terra e 0,0 km² cobertos por água.

## Localidades na vizinhança
O diagrama seguinte representa as localidades num raio de 8 km ao redor de Gurnee.